# Vellimalai
Vellimalai là một thị xã panchayat của quận Kanniyakumari thuộc bang Tamil Nadu, Ấn Độ.

## Nhân khẩu
Theo điều tra dân số năm 2001 của Ấn Độ, Vellimalai có dân số 11.758 người. Phái nam chiếm 50% tổng số dân và phái nữ chiếm 50%. Vellimalai có tỷ lệ 79% biết đọc biết viết, cao hơn tỷ lệ trung bình toàn quốc là 59,5%: tỷ lệ cho phái nam là 82%, và tỷ lệ cho phái nữ là 76%. Tại Vellimalai, 10% dân số nhỏ hơn 6 tuổi.